# Amolops akhaorum
Amolops akhaorum es una especie de anfibio anuro de la familia Ranidae.

## Distribución geográfica yhábitat
Es endémica del noroeste de Laos. Su rango altitudinal oscila alrededor de 1000 m s. n. m..